# ماروموکوترا
ماروموکوترا (به لاتین: Maromokotra) یک منطقهٔ مسکونی در ماداگاسکار است که در ووهمار واقع شده‌است. ماروموکوترا ۴٬۰۰۰ نفر جمعیت دارد و ۱۷۲ متر بالاتر از سطح دریا واقع شده‌است.